# 东方通信
東方通信股份有限公司，簡稱東方通信股份（英語：EASTERN COMMUNICATIONS CO., LTD.，上交所：600776/900941，简称：東方通信/東信B股），在1994年由現時普天东方通信集团有限公司分拆而成。現時業務為通信器材生產及銷售，前身為「东方通信创业公司」。
而股份在1996年11月26日和8月9日於上海證券交易所A股（人民幣結算）和B股（美元結算）上市。總部位於中国浙江省杭州市滨江高新技术开发区东信大道66号研发楼B413室，董事長為张泽熙，總裁为王忠雄。

## 連結
- Eastcom.com（页面存档备份，存于）